# Цунди (Цумадинский район)
Цунди — село в Цумадинском районе Дагестана Российской Федерации. Входит в состав Нижнегакваринского сельсовета.

## Географическое положение
Село находится на берегу реки Гаквари, на расстоянии 4,5 км к юго-западу от села Агвали, административного центра района.

## Население
| 1926 | 1939 | 1970 | 1989 | 2002 | 2003 | 2004 |
| ---- | ---- | ---- | ---- | ---- | ---- | ---- |
| 72   | ↘58  | ↘29  | ↘10  | ↘9   | →9   | ↗18  |
| 2007 | 2010 | 2021 |      |      |      |      |
| ↗21  | ↗31  | ↘13  |      |      |      |      |

### Национальный состав
Цунди - одно из чамалалских сел в Цумадинском районе. По данным Всероссийской переписи населения 2010 года в селе проживало 31 человек.